# Hypsophila halleyana
Hypsophila halleyana är en benvedsväxtart som beskrevs av F. Müll. Hypsophila halleyana ingår i släktet Hypsophila och familjen Celastraceae. Inga underarter finns listade.